# Anisonychus cinchonae
Anisonychus cinchonae is een keversoort uit de familie bladrolkevers (Attelabidae). De wetenschappelijke naam van de soort werd in 1911 gepubliceerd door Roepke.